# Scione distincta
Scione distincta är en tvåvingeart som först beskrevs av Ignaz Rudolph Schiner 1868.  Scione distincta ingår i släktet Scione och familjen bromsar. Inga underarter finns listade i Catalogue of Life.